# Amanda Seyfried

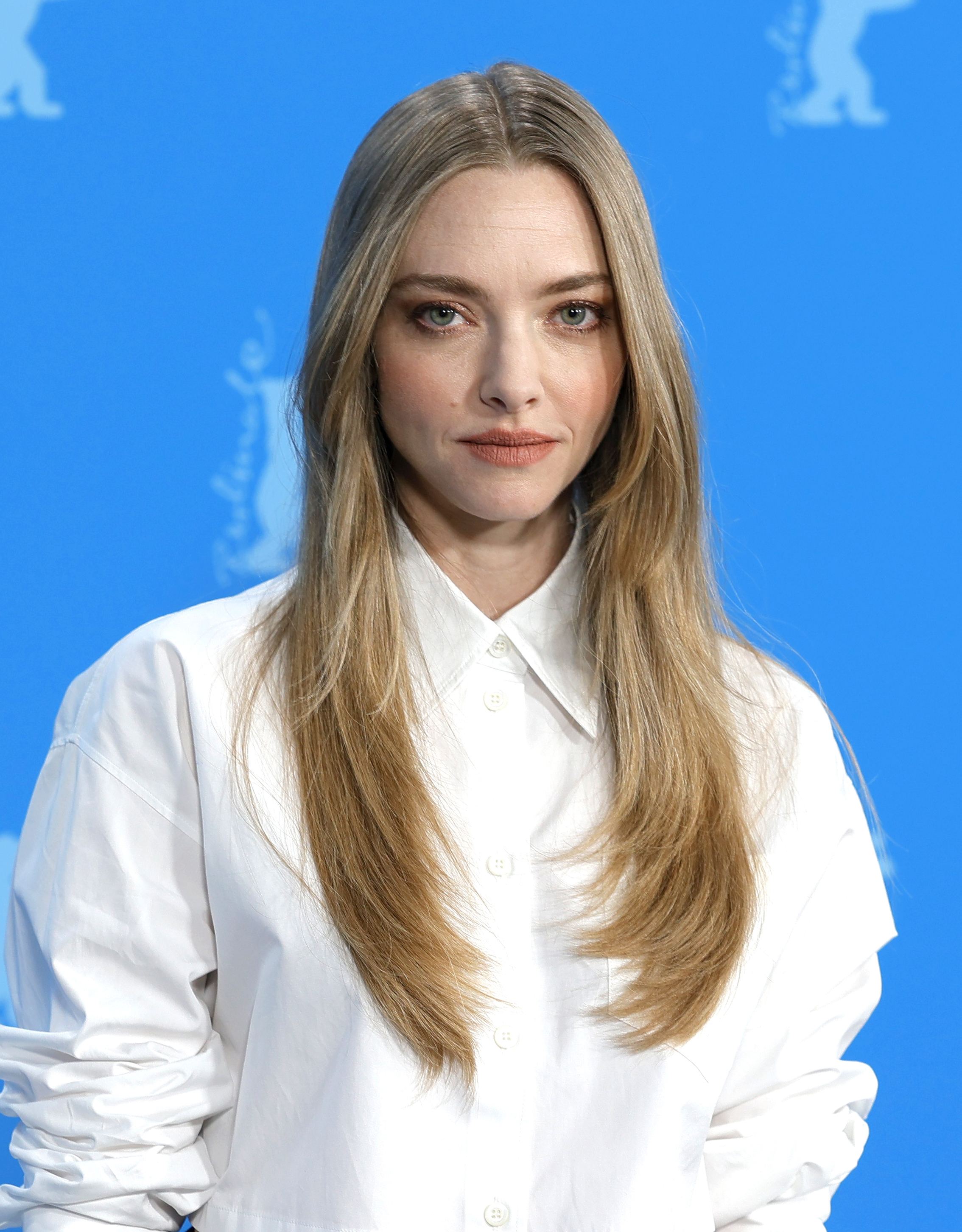
Amanda Seyfried (2024)

Amanda Michelle Seyfried [ˈsaɪfrɛd] (* 3. Dezember 1985 in Allentown, Pennsylvania) ist eine US-amerikanische Schauspielerin und Sängerin.

## Leben
Amanda Seyfried wurde als Tochter von Ann, einer Ergotherapeutin, und Jack Seyfried, einem Apotheker, geboren. Sie entstammt einer Familie mit überwiegend deutschen Wurzeln und hat eine ältere Schwester namens Jennifer. 2003 machte sie ihren Abschluss an der Highschool in ihrer Geburtsstadt Allentown.
Zwischen 2008 und 2010 waren Seyfried und Dominic Cooper ein Paar. Von 2013 bis 2015 war sie mit Justin Long liiert. Im März 2017 heiratete sie den Schauspieler Thomas Sadoski. Sie sind Eltern einer 2017 geborenen Tochter und eines 2020 geborenen Sohnes.

## Karriere
Bereits mit elf Jahren begann sie ihre Karriere als Kindermodel, später erst startete sie ihre Schauspielkarriere als Darstellerin in Seifenopern, unter anderem in As the World Turns und All My Children. Zwischenzeitlich studierte sie an der New Yorker Fordham University. Ihr Durchbruch als Filmschauspielerin gelang Seyfried 2004 als eine der Hauptdarstellerinnen in der Teenie-Komödie Girls Club – Vorsicht bissig!.
In der UPN-Fernsehserie Veronica Mars spielte Seyfried die Rolle der Lilly Kane. In dem Kinofilm Alpha Dog – Tödliche Freundschaften war sie 2006 erstmals an der Seite von Justin Timberlake zu sehen. Als Sarah Henrickson hatte sie bis 2011 eine Hauptrolle in der HBO-Serie Big Love inne, an der Seite ihrer ehemaligen Veronica-Mars-Kollegen Tina Majorino und Kyle Gallner. Eine ihrer bekanntesten Filmrollen ist Sophie in dem Musicalfilm Mamma Mia!, in der sie neben Filmgrößen wie Meryl Streep, Pierce Brosnan und Colin Firth zu sehen ist. 2009 spielte Seyfried neben Megan Fox im Film Jennifer’s Body. Im Folgejahr trat sie in Das Leuchten der Stille neben Channing Tatum sowie in Briefe an Julia neben Christopher Egan und Vanessa Redgrave auf. In dem Film Red Riding Hood – Unter dem Wolfsmond spielte sie die Hauptrolle des Dorfmädchens Valerie. Im Kinofilm In Time – Deine Zeit läuft ab von 2011 spielen Timberlake und Seyfried die Hauptrollen.
2012 hat sie neben Anne Hathaway, Hugh Jackman und Russell Crowe in der Filmadaption Les Misérables des gleichnamigen Musicals mitgespielt. Sie übernahm außerdem die Hauptrolle in der Biografieverfilmung Lovelace über das Leben der US-amerikanischen Pornodarstellerin Linda Lovelace. Außerdem ist sie im 2015 erschienenen Film Ted 2 als Anwältin Samantha Leslie Jackson zu sehen.
2017 wurde sie in die Academy of Motion Picture Arts and Sciences (AMPAS) aufgenommen, die jährlich die Oscars vergibt.
2021 wurde Seyfried bei den Satellite Awards als Beste Nebendarstellerin im Film Mank ausgezeichnet und erhielt im selben Jahr eine Oscar-Nominierung. Ein Jahr später erhielt sie für ihre Darstellung der Unternehmerin und Hochstaplerin Elizabeth Holmes in der Miniserie The Dropout einen Emmy.
2021 wurde sie für das Lied Angel Eyes, 2022 für One Of Us und 2024 für I’ve Been Waiting For You im Vereinigten Königreich mit jeweils einer Silbernen Schallplatte ausgezeichnet.

## Filmografie
Filme
- 2004: Girls Club – Vorsicht bissig! (Mean Girls)
- 2005: Nine Lives
- 2005: American Gun
- 2006: Alpha Dog – Tödliche Freundschaften (Alpha Dog)
- 2006: Gypsies, Tramps & Thieves
- 2008: Solstice
- 2008: Mamma Mia!
- 2008: Official Selection
- 2009: Boogie Woogie
- 2009: Jennifer’s Body – Jungs nach ihrem Geschmack (Jennifer's Body)
- 2009: Chloe
- 2010: A Bag of Hammers
- 2010: Das Leuchten der Stille (Dear John)
- 2010: Briefe an Julia (Letters to Juliet)
- 2011: Red Riding Hood – Unter dem Wolfsmond (Red Riding Hood)
- 2011: In Time – Deine Zeit läuft ab (In Time)
- 2012: Gone
- 2012: The End of Love
- 2012: Les Misérables
- 2013: Lovelace
- 2013: The Big Wedding
- 2013: Epic – Verborgenes Königreich (Epic, Stimme von Mary Katherine)
- 2014: A Million Ways to Die in the West
- 2014: Gefühlt Mitte Zwanzig (While We’re Young)
- 2015: Väter & Töchter – Ein ganzes Leben (Fathers and Daughters)
- 2015: Ted 2
- 2015: Pan
- 2015: Alle Jahre wieder – Weihnachten mit den Coopers (Love the Coopers)
- 2017: Zu guter Letzt (The Last Word)
- 2017: First Reformed
- 2017: The Clapper
- 2018: Gringo
- 2018: Anon
- 2018: Mamma Mia! Here We Go Again
- 2019: Enzo und die wundersame Welt der Menschen (The Art of Racing in the Rain)
- 2020: Scooby! Voll verwedelt (Stimme von Daphne Blake)
- 2020: Du hättest gehen sollen (You Should Have Left)
- 2020: Mank
- 2021: Things Heard & Seen
- 2021: A Mouthful of Air
- 2023: Seven Veils
- 2024: I Don’t Understand You

Fernsehserien
- 1999–2001: Jung und Leidenschaftlich – Wie das Leben so spielt (As the World Turns, Seifenoper, 28 Folgen)
- 2002–2003: All My Children (Seifenoper, 5 Folgen)
- 2004: Law & Order: Special Victims Unit (Folge 6x05 Hilfeschrei)
- 2004–2006: Veronica Mars (11 Folgen)
- 2005: Dr. House (House, Folge 1x11 Detox)
- 2006: Wildfire (5 Folgen)
- 2006: CSI: Vegas (CSI: Crime Scene Investigation, Folge 6x21 Rashomama)
- 2006: Justice – Nicht schuldig (Justice, Folge 1x02 Pretty Woman)
- 2006–2011: Big Love (44 Folgen)
- 2008: American Dad (Folge 5x05 Escape from Pearl Bailey, Stimme von Amy)
- 2017: Twin Peaks (4 Folgen)
- 2022: The Dropout (8 Folgen, auch Produktion)
- 2023: The Crowded Room (10 Folgen)
- 2025: Long Bright River

## Auszeichnungen und Nominierungen (Auswahl)
Oscar
- 2021: Nominiert als beste Nebendarstellerin für Mank

Emmy
- 2022: Beste Hauptdarstellerin – Miniserie oder Fernsehfilm für The Dropout

Golden Globe Award
- 2021: Nominiert als beste Nebendarstellerin für Mank
- 2023: Beste Hauptdarstellerin – Miniserie, Anthologie-Serie oder Fernsehfilm für The Dropout

Critics’ Choice Movie Award
- 2021: Nominiert als beste Nebendarstellerin für Mank

Satellite Award
- 2021: Beste Nebendarstellerin für Mank

Goldene Himbeere
- 2016: Nominiert als schlechteste Nebendarstellerin für Alle Jahre wieder – Weihnachten mit den Coopers und Pan
- 2019: Nominiert als schlechteste Schauspielerin für The Clapper